# Buitinga tingatingai
Buitinga tingatingai là một loài nhện trong họ Pholcidae. Loài này được phát hiện ở Tanzania.